# Abezethibou
Abezethibou ist eine isländische Black-Metal-Band aus Kópavogur.

## Geschichte
Die Musiker erstellten ihr erstes Werk Unleashed from Chasm Depths ursprünglich als Demoaufnahme. Dann wurde es von Canti Eretici Productions als MC veröffentlicht und danach von dem deutschen Label Sturmglanz Black Metal Manufaktur als CD.

## Stil
Auf der hauseigenen Instagram-Seite beschreibt Sturmglanz den Stil als „rohen, kalten, harschen Black Metal“, bei dem im Hintergrund ein „surrealer Geigenklang erklingt“.

## Diskografie
- 2022: Unleashed from Chasm Depths